# Skrajny Żleb (Dolina Jarząbcza)

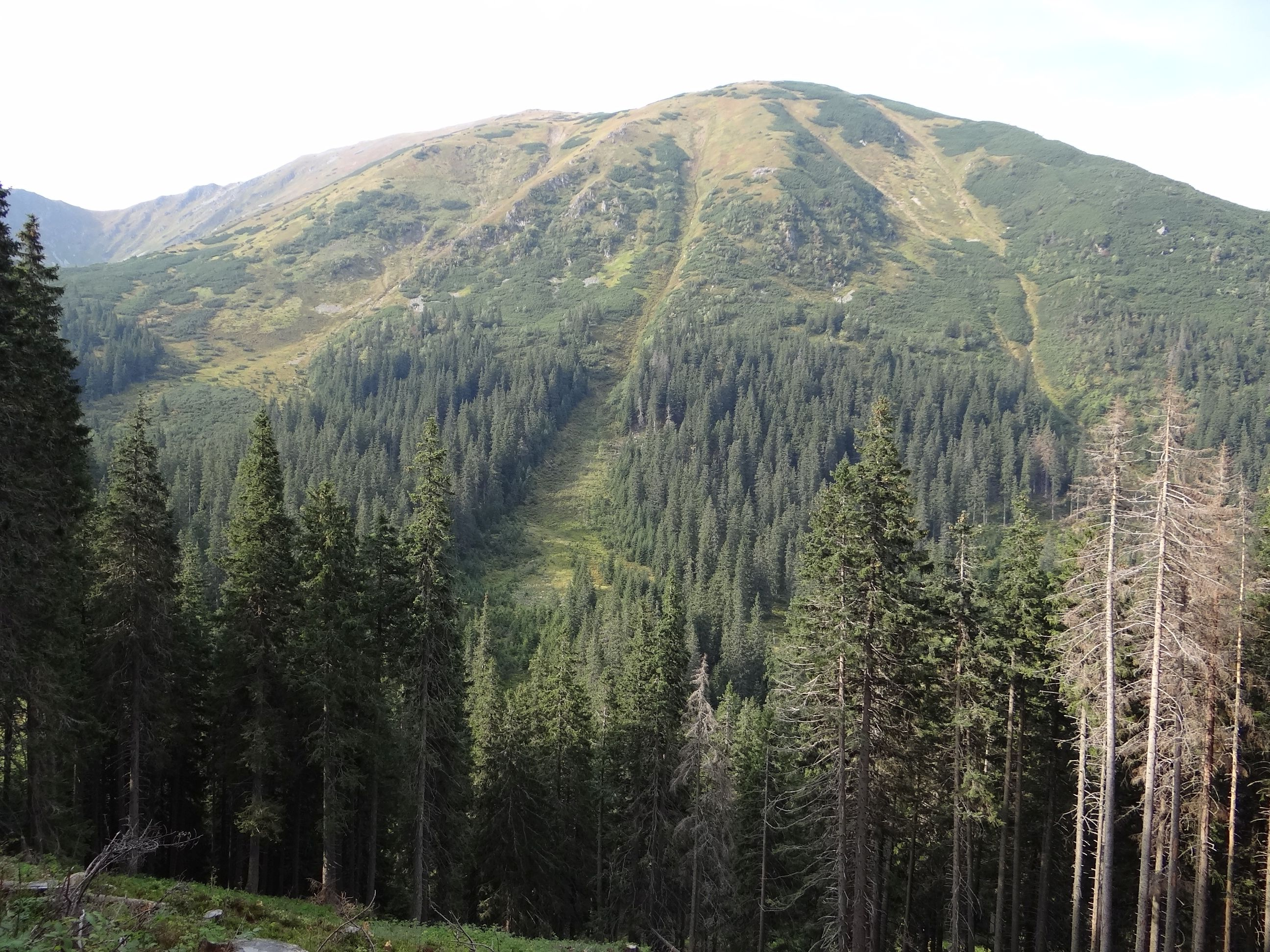
Widok z Jarząbczych Szałasisk. Prawy z trzech żlebów to Skrajny Żleb

Skrajny Żleb – żleb w Dolinie Jarząbczej w Tatrach Zachodnich. Opada z północno-wschodnich stoków Czerwonego Wierchu do dna Doliny Jarząbczej. Jest to płytki żleb, jego koryto w górnej części widełkowato rozgałęzia się na dwie odnogi. Żłób koryta jest trawiasto-kamienisty, jego okolice w górnej części są trawiaste, niżej porośnięte kosodrzewiną, a w samym dole lasem. Dawniej były to tereny wypasowe Hali Jarząbczej.